# Итсары
Итсары (каз. Итсары) — озеро в Узункольском районе Костанайской области Казахстана. Находится в 3 км к западу от села Ит-Сары.
По данным топографической съёмки 1944 года, площадь поверхности озера составляет 3,53 км². Наибольшая длина озера — 3 км, наибольшая ширина — 1,8 км. Длина береговой линии составляет 7,8 км, развитие береговой линии — 1,23. Озеро расположено на высоте 94,4 м над уровнем моря.